# Ermida de Nossa Senhora da Ajuda (Vila Nova)
A Ermida de Nossa Senhora da Ajuda é uma ermida portuguesa localizado na freguesia açoriana da Vila Nova, concelho da Praia da Vitória, ilha Terceira, arquipélago dos Açores.
A data da edificação deste templo recua ao ano de 1527 e foi mandado construir por um dos primeiros povoador da ilha, Heitor Alvares Homem, falecido em 1528 e irmão de Álvaro Martins Homem, segundo Capitão do donatário da Praia. Este templo foi oferecido à paróquia em 1884, passando deste então a fazer parte da diocese de Angra.
Heitor Álvares homem foi casado com D. Luísa de Noronha tendo deste casamento nascido geração que deu nos Açores origem à família Noronha, que se mantêm até à actualidade.